# ويليام جيمس سكوت
ويليام جيمس سكوت هو سياسي كندي، ولد في 1812، وتوفي في 1882.